# Liste der Stolpersteine in Ratingen
Die Liste der Stolpersteine in Ratingen enthält alle Stolpersteine, die im Rahmen des gleichnamigen Kunst-Projekts von Gunter Demnig in Ratingen verlegt wurden. Mit ihnen soll an Opfer des Nationalsozialismus erinnert werden, die in Ratingen lebten und wirkten.

## Verlegte Stolpersteine
| Adresse               | Verlege- datum | Person, Inschrift | Bild                                                              | Anmerkung |
| --------------------- | -------------- | --- | ----------------------------------------------------------------- | --------- |
| Hans-Böckler-Straße 1 | 22. Dez. 2005  | Hier wohnte Hironimus Kellermann Jg. 1890 deportiert Sobibor ermordet 4.6.1943 | Stolperstein Ratingen Hans-Böckler-Straße 1 Hieronimus Kellermann |           |
| Hans-Böckler-Straße 1 | 22. Dez. 2005  | Hier wohnte Dina Kellermann geb. Kaiser Jg. 1897 deportiert Auschwitz ermordet 19.10.1942                                                                                                   |                                                                   |           |
| Hans-Böckler-Straße 1 | 22. Dez. 2005  | Hier wohnte Edith Kellermann Jg. 1926 deportiert Auschwitz ermordet 30.5.1942 |                                                                   |           |
| Oberstraße 22         | 2021           | Hier wohnte Heinrich Röder Jg. 1899 Im Widerstand/KPD verhaftet 25.3.1935 verdacht: Kurierdienst Gestapo Düsseldorf ermordet 29.3.1935                                                      |                                                                   |           |
| Oberstraße 23         | 22. Dez. 2005  | Hier wohnte Bernhard Waller Jg. 1910 deportiert ermordet in Auschwitz | Stolperstein Ratingen Oberstraße 23 Bernhard Waller               |           |
| Oberstraße 23         | 22. Dez. 2005  | Hier wohnte Ferdinand Waller Jg. 1885 deportiert ermordet im Ghetto Lodz | Stolperstein Ratingen Oberstraße 23 Ferdinand Waller              |           |
| Oberstraße 42 } }     | 22. Dez. 2005  | Hier wohnte Samuel Levy Jg. 1874 deportiert 1942 ??? | Stolperstein Ratingen Oberstraße 42 Samuel Levy                   |           |
| Oberstraße 42 } }     | 22. Dez. 2005  | Hier wohnte Helene Levy geb. Levy Jg. 1878 deportiert 1942 ermordet in Minsk | Stolperstein Ratingen Oberstraße 42 Helene Levy                   |           |
| Oberstraße 42 } }     | 22. Dez. 2005  | Hier wohnte Selma Levy geb. Levy Jg. 1884 deportiert 1942 tot in Theresienstadt | Stolperstein Ratingen Oberstraße 42 Selma Levy                    |           |
| Freiligrathring 19    | 22. Dez. 2005  | Hier wohnte Rosa Hirsch geb. Beermann Jg. 1890 deportiert 1942 Theresienstadt ermordet in Auschwitz                                                                                         | Stolperstein Ratingen Freiligrathring 19 Rosa Hirsch              |           |
| Bechemer Straße 2     | 1. Apr. 2014   | Hier wohnte Erna Levinson geb. Kahn Jg. 1905 Flucht 1938 Holland interniert Westerbork deportiert 1943 Auschwitz ermordet 3.9.1943                                                          | Stolperstein Ratingen Bechemer Straße 2 Erna Levison              |           |
| Bechemer Straße 2     | 1. Apr. 2014   | Hier wohnte Norbert Levison Jg. 1905 Flucht 1938 Holland interniert Westerbork deportiert 1943 Ghetto Warschau tot 31.1.1944                                                                | Stolperstein Ratingen Bechemer Straße 2 Norbert Levison           |           |
| Bechemer Straße 2     | 1. Apr. 2014   | Hier wohnte Ursel Ulla Levison Jg. 1936 Flucht 1938 Holland interniert Westerbork deportiert 1943 Auschwitz ermordet 3.9.1943                                                               | Stolperstein Ratingen Bechemer Straße 2 Ursel Levison             |           |
| Marktplatz 17         | 2021           | Hier wohnte Theodor Ropertz Jg. 1898 verhaftet 22.11.1938 verurteilt §175 Zuchthaus u. Heilanstalt 1944 Buchenwald Mittelbau_Dora Ermordet 26.2.1944                                        |                                                                   |           |
| Am Birkenkamp 25      | 2021           | Am Birkenkamp 25 wohnte Otto Amuel Jg. 1897 Gehörlos geboren seit 1938 mehrmals verhaftet Bagatellstraftaten verurteilt 2.5.1943 Zuchthaus Gräfentonna 1943 Buchenwald Ermordet 22.5.1943\| | Stolperstein Ratingen Hans-Böckler-Straße 1 Hieronimus Kellermann |           |